# CB-Klasse
Die CB-Klasse war eine Klasse von über 20 Kleinst-U-Booten der italienischen Marine, die während des Zweiten Weltkriegs gegen Ende 1940 in Zusammenarbeit zwischen den Caproni-Werken und dem italienischen Major Francesco Spinelli vom italienischen Schiffsingenieurkorps (italienisch Genio Navale), konzipiert wurde. Die CB-Klasse ging in Serienfertigung und war der meistgebaute Kleinst-U-Boot-Typ der italienischen Marine.

## Entwicklungsgeschichte
Die CB-Klasse war Nachfolgemodell des CA-Klasse. Die beiden ersten Erprobungsboote, die die Bezeichnung CB 1 und CB 2 erhielten, wurden im Januar 1941 ausgiebigen Seeerprobungen unterzogen. Die italienische Marineführung bescheinigte der CB-Klasse eine sehr gute Seefähigkeit. Nachdem im Mai 1941 auch die Boote CB 3, CB 4, CB 5 und CB 6 geliefert worden waren und das Jahr 1942 den militärischen Nutzen erkennen ließ, beschloss die Marineführung die Großserienproduktion, die zunächst aus 72 Booten bestehen sollte. Man avisierte eine monatliche Produktion von sechs Booten, wobei jeweils sechs Boote ein Geschwader bilden sollten. Die ursprüngliche Planung von 72 Booten konnte jedoch nicht beibehalten werden, da andere maritime Kleinkampfmittel wichtige Ressourcen beanspruchten, sodass die Zahl der geplanten Boote auf 50 sank. Bis zum Waffenstillstand von Cassibile wurden nur 12 Boote fertiggestellt, 10 nach dem Waffenstillstand von der Marina Nazionale Repubblicana. Nach anderen Quellen wurden sogar 14 Boote unter der Italienischen Sozialrepublik fertig gebaut.
Die Primärwaffen der CB-Boote bestanden aus zwei 45-cm-Torpedos, die oberhalb der Wasserlinie beidseits des Rumpfes angebracht waren. Alternativ konnten zwei Seeminen mitgeführt werden.

## Einsätze und Verbleib

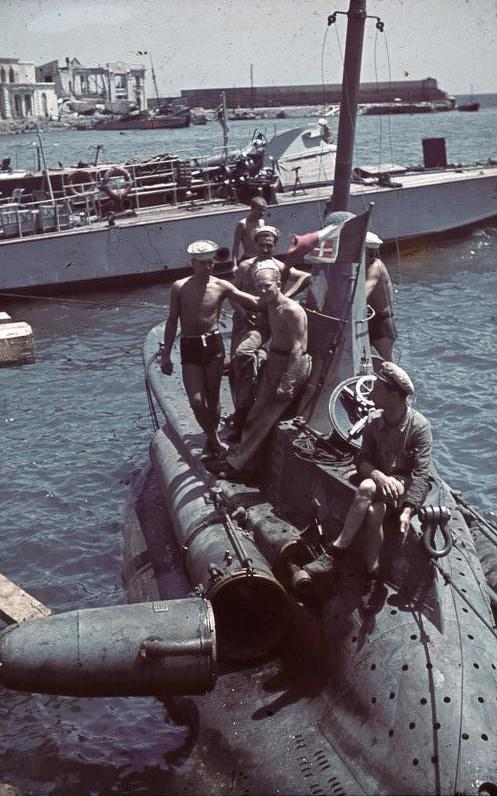
Ein U-Boot der CB-Klasse auf der Krim, 1942.

Das 1. CB-Boot-Geschwader wurde Mitte 1941 aufgestellt und umfasste die Kleinst-U-Boote CB 1 bis CB 6. Diese wurden für den Hafenschutz von Neapel und Salerno herangezogen. Mangels Aufgaben erfolgte in der ersten Jahreshälfte 1942 ihre Verlegung in das Schwarze Meer mit Stationierungsort Konstanza. Dort kam es zu zahlreichen Einsätzen und Feindberührungen mit der sowjetischen Schwarzmeerflotte. Nach der Eroberung der Krim durch die deutsche Wehrmacht wurden die Häfen von Sewastopol und Jalta als weitere Ausgangsbasen benutzt.
- Am 15. Juni 1942 wurde das sowjetische U-Boot SC 208 durch CB 3 versenkt.

- Am 18. Juni 1942 wurde SC 214 durch CB 2 versenkt.

- CB 4 versenkte am 26. August 1942 das sowjetische U-Boot SC 207.

- CB 5 wurde durch einen sowjetischen Luftangriff im Hafen von Jalta zerstört.

- CB 1 bis CB 4 sowie CB 6 wurden nach der Kapitulation Italiens von der rumänischen Marine übernommen. Welche 1944 versenkt wurden. Diese Boote wurden von der Sowjetunion geborgen und 1945 verschrottet.

- CB 13, CB 14, CB 15, CB 17 und CB 21 wurden durch Luftangriff zerstört.

- CB 16 lief bei einer Sonderoperation auf Grund und CB 18 ging bei einer Kampfhandlung verloren.

- CB 19, CB 20 und CB 22 fielen nach Kriegsende in jugoslawische Hand. CB 20 wurde von Partisanen erbeutet und später in Mališan (serbokroatisch Kleiner Junge) umbenannt. Sie diente bis 1957 in der jugoslawischen Marine.

- CB 20 ist seit 1957 als Museumsexponat im Nikola Tesla Technical Museum in Zagreb ausgestellt.

- CB 22 wurde gehoben und war zuerst im Marinemuseum und ist heute im Civico Museo della Guerra per la Pace “Diego de Henriquez” in Triest zu sehen.[4]

- Kurz vor der Kapitulation im August 1943 wurde das 2. CB-Boot-Geschwader im kroatischen Pula in Istrien aufgestellte. Welchem die Boote CB 7 bis CB 12 angehörten. Sie dienten nach dem Waffenstillstand mit den Booten CB 8 bis CB 12 auf alliierter Seite für U-Boot-Jagdübungen und zu Schulungszwecken. CB 7 geriet in deutsche Hand, wurde aber nicht genutzt und zerstört.

- Die bei Inkrafttreten des Waffenstillstandes fertigen Boote CB 13 bis CB 22, die das 3. CB-Boot-Geschwader hätten bilden sollten, gerieten allesamt in den Dienst der faschistischen italienischen Sozialrepublik und somit unter deutsche Kontrolle.